# Lever (livsmedel)
Lever från nötkreatur, gris, kyckling och lamm brukar användas som mat. Den är mycket rik på järn, A- och B2-vitamin och innehåller protein av högt biologiskt värde.
Kalv- eller ungnötslever är den vanligaste matlevern och kan tillagas helstekt, stekt i skivor och i grytor med mera. Eftersom den karakteristiska leversmaken är mildare i levern hos yngre djur brukar sådan föredras framför lever från vuxna nötkreatur. Nötlever används dock till exempel som ingrediens i korvkaka. 
Grislever (svinlever) används främst som ingrediens i leverpastej och leverkorv.
Kycklinglever kan användas när man vill ha en mildare leversmak.
Gåslever (foie gras) anses av vissa vara en delikatess.